# إيال ليفي
إيال ليفي (بالإنجليزية: Eyal Levi)‏ هو منتج أسطوانات أمريكي، ولد في 22 مايو 1979.

## وصلات خارجية
- الموقع الرسمي
- إيال ليفي على موقع ميوزك برينز (الإنجليزية)
- إيال ليفي على موقع ديسكوغز (الإنجليزية)